# Китаррон

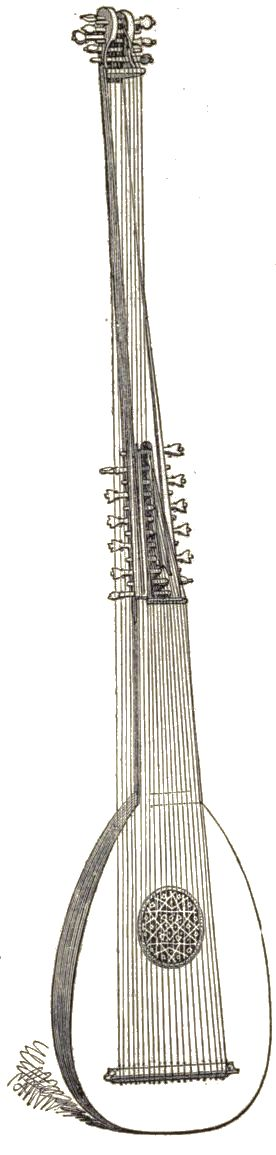

Китарро́н (итал. chitarrone, от лат. cithara — кифара) — старинный струнный щипковый инструмент, басовая разновидность лютни, похожая на теорбу и архилютню. Был распространён в XVI-XVII вв. преимущественно в Италии.

## Краткая характеристика
Корпус китаррона грушевидный, меньший, чем у теорбы.
Для китаррона писали Дж. Капсбергер, А. Пиччинини и другие композиторы XV — XVII веков.